# Скрипкинське сільське поселення
Скри́пкинське сільське поселення (рос. Скрипкинское сельское поселение) — муніципальне утворення у складі Вікуловського району Тюменської області, Росія.
Адміністративний центр — село Скрипкино.

## Населення
Населення — 131 особа (2020; 152 у 2018, 191 у 2010, 353 у 2002).

## Склад
До складу поселення входять такі населені пункти:
| Населений пункт    | Населення, осіб (2002) | Населення, осіб (2010) |
| ------------------ | ---------------------- | ---------------------- |
| Жигулі, село       | 96                     | 62                     |
| Пестовка, присілок | 35                     | 0                      |
| Скрипкино, село    | 175                    | 122                    |
| Тамакуль, присілок | 47                     | 7                      |